# Balansrapport
En balansrapport är en förenklad variant av en balansräkning. Skillnaden består vanligtvis i att balansrapporten är mer detaljerad (en rad för varje balanskonto), men att den saknar periodisering och andra bokslutsjusteringar och därför inte nödvändigtvis ger en rättvisande bild av organisationens finansiella ställning vid den aktuella tidpunkten. En balansrapport används typiskt som ett internt arbetsdokument i en organisation, medan en balansräkning även används för extern kommunikation och redovisning, och därför ställer högre krav på precision och rättvisande bild.